# Кейла (река)
Кейла (на естонски: Keila) е река в северозападна Естония.
Тя води началото си от блатото Лоосалу в област Рапла и тече на северозапад, вливайки се във Финския залив край Кейла Йоа. Дължината ѝ е 107 km, а площта на водосборния басейн – 682 km².